# Tyler Hynes
Tyler Hynes (ur. 6 maja 1986 roku w Toronto) – kanadyjski aktor filmowy.
Tyler Hynes profesjonalnym aktorem został w wieku 8 lat i ma już na swoim koncie kilka znaczących ról. Zagrał z takimi gwiazdami jak Andie MacDowell, Morgan Freeman czy Holly Hunter. Po raz pierwszy zadebiutował jako Demi Brooke w Little Men. Tyler mieszka na farmie niedaleko Ottawy (Kanada) wraz z rodzicami i bratem Brandonem. Ukończył St-Francis Xavier Catholic High School w Hammond.

## Filmografia

### Filmy
- 2007: Camille jako Ricky
- 2006: Citizen Duane jako Rebel Stoner
- 2005: Ostatni znak (Last sign) jako Frank Roth
- 2005: Prawdziwe dziecko (Mom at Sixteen) jako Brad
- 2005: Ja tak, a oni nie (I Do, They Don’t) jako Rusty
- 2004: Czas nieobecności (While I Was Gone) jako Malky McDowell
- 2003: Skazany na wolność (Levity) jako Ripple
- 2002: Tagged: The Jonathan Wamback Story jako Jonathan Wamback
- 2000: Moje drugie ja (Other Me) jako Scottie DeSota
- 1998: Drużyna (Home Team) jako Chip
- 1998: Mali mężczyźni (Little Men) jako Demi Brooke

### Seriale
- 2008: Punkt krytyczny (Flashpoint) jako RJ Strachan (gościnnie)
- 2007: Sophie jako Christian Parker
- 2004–2006: 15/Love jako Nate (2005)
- 2001: W krainie Niekończącej się opowieści (Tales From The Neverending Story) jako Atreyu
- 1999–2000: Czy boisz się ciemności? (Are You Afraid of the Dark?) jako Jimmy
- 1999–2000: Rozbitkowie (Amazon) jako Will Bauer
- 1997–1999: Najemnicy (Soldier of Fortune) jako Billy Riddle
- 1997–1998: Lassie jako Darren
- 1996−1999: Mystery Files of Shelby Woo, The jako Gary